# Derinoe

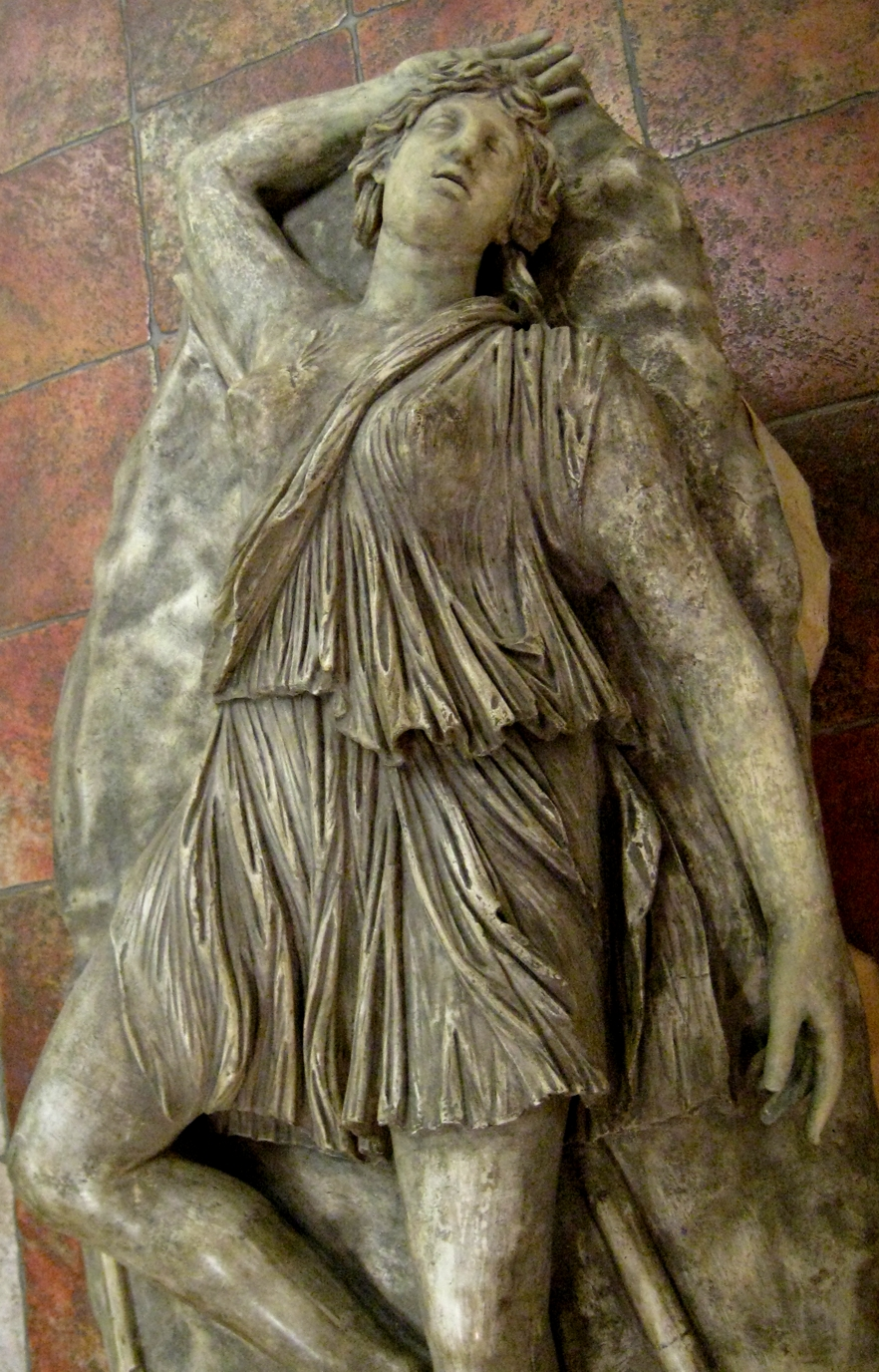
Amazzone uccisa, marmo, Mosca, Museo Puškin

Nella mitologia greca, Derinoe (in greco antico: Δηρινόη) è una delle Amazzoni che combatterono nella guerra di Troia insieme alla regina Pentesilea come alleate dei Troiani. È citata nel Posthomerica, tardivo poema di Quinto Smirneo.

## Il mito
Compagna d'armi di Pentesilea, giunse a Troia, richiamata da Priamo, dopo la morte di Ettore. Quinto Smirneo la ricorda come una delle dodici Amazzoni che scortarono la regina in Frigia; è descritta inoltre come una fanciulla nobile e prode, simile per aspetto ad una dea.
Tra le compagne, Derinoe fu una di quelle che più si distinsero in battaglia, uccidendo con la sua lancia Laogono. Cadde per mano di Aiace d'Oileo, che la trafisse con la spada in un punto compreso tra la spalla e la gola.